# Melolontha formosana
Melolontha formosana är en skalbaggsart som beskrevs av Yu, Kobayashi och Chu 1998. Melolontha formosana ingår i släktet Melolontha och familjen Melolonthidae. Inga underarter finns listade i Catalogue of Life.